# 충의각
충의각은 경기도 평택시 이충동에 있다. 1991년 7월 11일 평택시의 향토문화재 제5호로 지정되었다.

## 개요
충의각은 조선 중기의 정치가 정암 조광조(1482~1519)와 삼학사의 한 사람이었던 추담 오달제(1609~1637)의 충절을 기리기 위해 세운 각(閣)이다.